# Carol Decker
Carol Decker (Huyton, 10 settembre 1957) è una cantante, attrice e musicista britannica.
Nota soprattutto come frontwoman della band T'Pau, arrivata al successo nei tardi anni ottanta con pezzi pop-dance come China In Your Hand, ha inciso anche alcuni singoli da solista. Come attrice ha lavorato soprattutto in serie tv.
Ha due figli, Scarlett e Dylan, nati rispettivamente nel 1998 e 2002. Il loro padre è il ristoratore Richard Coates, che ha sposato nel 2007.